# Вдовушки
Вдовушки (лат. Vidua) — род птиц из семейства вдовушковых (Viduidae). Название дано из-за «траурной» чёрной окраски самцов многих видов.

## Размножение
Эти птицы являются гнездовыми паразитами — они подкладывают свои яйца в гнёзда вьюрковых ткачиков. В некоторых местностях все или почти все гнёзда ткачиков «одарены» яйцами паразита. Причём каждый вид вдовушек специализируется только на одном виде хозяев.
У птенцов ткачиков в углах рта жёлтые, белые, голубые бугорки (у некоторых видов, отражая лучи, светятся в темноте), иногда окаймлённые чёрным кольцом, а на нёбе, языке и краям клюва — чёрные точки и полосы. Когда такой цветастый рот откроется, то он очень хорошо заметен в полумраке гнезда. У птенцов каждого вида разные сочетания цветов и основные тона украшений рта, разный цвет голой кожи на теле (мясной, бурый, чёрный), или густого пуха (кто вылупляется в пуху). Особого звучания писк и непохожие манеры вертеть головами, выпрашивая корм. У птенцов вдовушек во рту и на теле и в манерах выпрашивания пищи такие же знаки, как и у птенцов птицы-хозяина.
Птенцы вдовушек растут вместе с приёмными братьями и сёстрами и после вылета из гнезда некоторое время живут дружной стайкой. Молодые вдовушки запоминают голоса, свист, тревожные и прочие крики своих приёмных родителей. Позднее, повзрослев, самцы-вдовушки поют те же песни. А самки летят только к тем самцам, которые поют, как птицы, в гнёздах которых они выросли, и позднее лишь в их гнёзда подкладывают яйца.

## Классификация
На август  2024 года в род включают 19 видов:
- Vidua camerunensis (Grote, 1922)
- Vidua chalybeata (Statius Müller, 1776) — Красноногая вдовушка, или красноногий стальной ткач
- Vidua codringtoni (Neave, 1907)
- Vidua fischeri (Reichenow, 1882) — Вдовушка Фишера
- Vidua funerea (de Tarragon, 1847) — Белоногая вдовушка, или белоногий стальной ткач
- Vidua hypocherina Verreaux & Verreaux, 1856 — Блестящая вдовушка, или стальной ткач
- Vidua interjecta (Grote, 1922)
- Vidua larvaticola Payne, 1982
- Vidua macroura (Pallas, 1764) — Доминиканская вдовушка
- Vidua maryae Payne, 1982
- Vidua nigeriae (Alexander, 1908)
- Vidua obtusa (Chapin, 1922)
- Vidua orientalis Heuglin, 1870 — Широкохвостая райская вдовушка
- Vidua paradisaea (Linnaeus, 1758) — Райская вдовушка
- Vidua purpurascens (Reichenow, 1883)
- Vidua raricola Payne, 1982
- Vidua regia (Linnaeus, 1766) — Королевская вдовушка
- Vidua togoensis (Grote, 1923)
- Vidua wilsoni (Hartert, 1901) — Вильсонова вдовушка, или вильсонов стальной ткач